# Hagenstraße 44

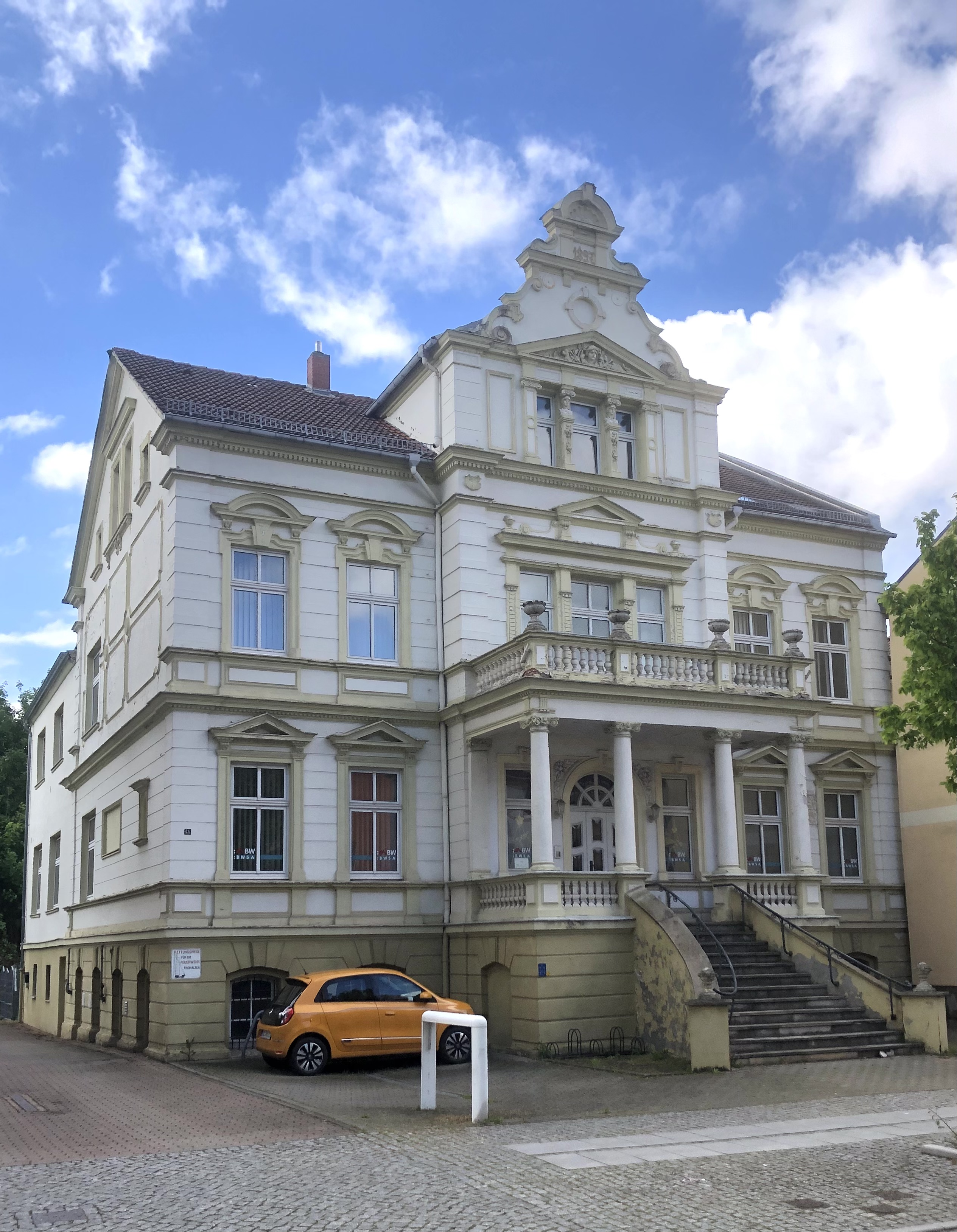
Villa Hagenstraße 44 im Jahr 2021

Hagenstraße 44 ist eine denkmalgeschützte Villa in der Kreisstadt Haldensleben in Sachsen-Anhalt.

## Lage
Die Villa befindet sich, etwas zurückgesetzt zur übrigen Bauflucht, auf der Nordseite der Hagenstraße in der Haldensleber Innenstadt.

## Architektur und Geschichte
Die zweieinhalbgeschossige Villa entstand im Jahr 1897 im Stil des Historismus nach Plänen von Hugo Bahn südwestlich vor der Haldensleber Altstadt. Auftraggeber war Hermann Hubbe. Die Villa ruht auf einem hohen Sockel. Markant für das Erscheinungsbild des Gebäudes ist ein straßenseitiger von einem Schweifgiebel bekrönter Mittelrisalit. Im Erdgeschoss des Risalits ist innerhalb einer Loggia der Eingangsbereich angeordnet, der über eine Freitreppe erreichbar ist. Auf der Loggia befindet sich ein Balkon. Die Gliederung der üppig im Stil des Neobarocks gezierten Fassade erfolgt durch Werksteinelemente und Streifenputz.
Nachdem die Villa in den Besitz des Bankhauses Zuckschwerdt & Beuchel gelangt war, erfolgte 1936 eine Erweiterung des Gebäudes nach hinten.
Im örtlichen Denkmalverzeichnis ist die Villa unter der Erfassungsnummer 09430151 als Baudenkmal eingetragen.
Die Villa gilt als gut erhaltenes bedeutendes Architekturdenkmal.